# Château de Lorrière
Le château de Lorrière est un château situé à Dissé-sous-le-Lude, dans le département français de la Sarthe. Il bénéficie d'une inscription au titre des monuments historiques.

## Description
Le château de Lorrière est un manoir à deux pièces flanqué d'une tour d'escalier centrale. Les jardins à la française ont été aménagés par l'architecte paysagiste Jules Vacherot, qui a été l'influence pour les jardins du château des Milandes[réf. nécessaire].

## Historique
Construit dans la deuxième moitié du XVe siècle par le seigneur Aymar de Bueil, le château de Lorrière est entièrement reconstruit entre 1865 et 1875 sur les plans de l'architecte angevin Ernest François Dainville. Il est à nouveau remanié entre 1922 et 1939 par René Bernard de La Frégolière[réf. nécessaire]. L'édifice est inscrit en totalité au titre des monuments historiques le 3 décembre 2001.